# Feministisk kriminologi
Feministisk kriminologi är en inriktning inom kritisk kriminologi där kvinnor och deras roll inom kriminologin står i centrum.
Två framträdande feministiska inriktningar inom kriminologin är liberalfeminism och kritisk feminism. Innan 1970 utgick den kriminologiska forskningen från ett klassperspektiv, med andra ord orättvisor i relation till sociala och ekonomiska positioner i samhället. Att tillhöra en lägre klass diskuteras inom kriminologin kunna medföra en större benägenhet att begå brott. Trots det dominerande klassperspektivet inom kriminologin inkluderande man tidigare inte könsaspekter som viktiga faktorer för att förklara brottslighet, vilket är något ironiskt då kön kan vara avgörande för vilken klass man som individ tillhör. Den feministiska teorin är en kritisk inriktning inom kriminologin då den bland annat ifrågasätter varför det är betydligt fler män som begår brott än kvinnor trots det faktum att kvinnor överlag har det sämre ekonomiskt ställt än män. Det dröjde fram till 1970-talet innan feministiska perspektiv gjorde entré inom det kriminologiska fältet, vilket tidigare varit ett mansdominerat område. Sociologerna Frances Heidensohn och Carol Smart  argumenterade för att det behövdes fler feministiska perspektiv och teorier inom den kriminologiska genren som så länge varit mansdominerat. Ytterligare en anledning till att fler feministiska perspektiv behövdes inom den kriminologiska forskningen var att när kvinnor väl inkluderades tenderade den ofta att vara sexistisk eller kvinnohatisk.

## Historia
I takt med behandlingsideologin byggde välfärdsstaten en föreställning om konsensus i samhället. Utgångspunkten var att alla Sveriges medborgare i stort sett delade samma värderingar. Den gamla ordningens representativa demokrati, där borgarens röst bara tilläts höras få gånger, ersattes med vad den så kallade nya vänstern förespråkade, det vill säga olika former av deliberativ demokrati, vilket skulle öppna det politiska rummet och inkludera fler röster. En sådan röst var den feministiska rörelsen som kom fram på 1970-talet. Den feministiska rörelsen ville synliggöra den rådande ordningens patriarkala aspekt på samhället.

### Första vågens feminism
Första vågens feminism, så kallade suffragetter, hade under det sena 1800-talet och 1900-talets början arbetat med bland annat kvinnlig rösträtt, rätt till utbildning och om att alla ska ha lika rättigheter och möjligheter. Den andra vågens feminister synliggjorde att vi inte bara levde i ett klassamhälle, utan även i ett patriarkalt och mansdominerade samhälle.  
År 1970 kom att präglas av många reformer och lagändringar som ökade kvinnors oberoende i relation till familjen.” Fri abort och andra reformer kom att skapa en större frigörelse för kvinnan”. Inom kriminologin kom den feministiska forskningen att lyfta fram hur även brottslighetens fördelning var könsmässigt skev. Kvinnors underrepresentation inom kriminalstatistiken blev en aktuell fråga där forskare ansåg att underrepresentationen berodde på att kvinnor varit kontrollerade genom sin anknytning till hemmet. När då kvinnor fick en större frigörelse förmodande man att statistiken skulle öka, vilket den gjorde men inte i den mån man förutsatte.

### Andra vågens feminism
Den andra vågens feminism kom att göra stort avtryck inom det kriminalpolitiska fältet. Frågor rörande våldtäkt, och kvinnomisshandel kom att bli aktuellt och Sverige blev ett av de första länderna i världen som kriminaliserade våldtäkt inom äktenskap år 1965. 1976 lade kommittén för sexualbrottsutredningen, som endast bestod av män, fram ett lagförslag som innebar att gärningspersoner kunde få strafflindring baserat på hur offret hade betett sig innan brottet begicks (t.ex. om offret var berusat eller gjort sexuella närmanden). Lagförslaget fick hård kritik och ersattes senare av en ny kommitté där även kvinnor ingick.

### Den feministiska kritiken mot straffsystemet
Den feministiska kritiken mot straffsystemet 1970 kom att handla om “samhällets reaktioner på och hanteringen av kvinnomisshandel”. Fokus kom att riktas mot det patriarkala samhällets orättvisor som tog sig uttryck i att den privata sfären var mannens maktfält där han kunde dominera över kvinnor och barn genom att utöva våld. Man menade att kvinnomisshandel befäste den rådande maktordningen. Genom den feministiska kritiken gick “kvinnomisshandel från att vara ett strukturellt, socialt och generellt samhälleligt problem till ett kriminalpolitiskt problem”. Under 1970-talet i Sverige kom den feministiska kritiken av kriminalpolitiken att utgöra en viktig del gällande hur brottsofferfrågor växte fram.

### Brottsofferdiskursen
Brottsofferdiskursen växte fram ett par decennier efter andra världskriget. Förenta nationernas (FN) resolution om brottsoffers rättigheter utfärdades 1985 och i Sverige grundades en myndighet för att ekonomiskt ersätta brottsoffer efter en utredning 1977. Det är den myndighet som numera heter Brottsoffermyndigheten. Att engagemanget för brottsoffer kan kopplas till tiden efter andra världskriget är intressant. Detta då krig inte alltid setts som något nära sammankopplat med brott och krigets offer inte uppfattats som brottsoffer. I samhällsdebatten är det nämligen tvärtom att man i regel anknutit brottsoffer med specifika tragedier i samhällen i fred. Till exempel offer för sexuellt övervåld.
Efter internationella brottsofferdagen den 22 februari 1993, presenterades en tydligare bild av brottsoffertyper. Det man såg som tydliga exempel på brottsoffer var; en kvinna som blivit våldtagen, ett barn som blivit utsatt för sexuellt övergrepp av en vuxen besläktad man, och en ung pojke som blivit påkörd av en rattfyllerist. Brottsofferdiskursen kom med andra ord att ta plats inom kriminologin och kriminalpolitiken sent i historien.

## Feministiska inriktningar
Feministisk kriminologi växte fram som kritik mot den mansdominerade kriminologin som enbart behandlade mäns brottslighet. Man ville nu belysa hur viktigt det var att använda sig av maktordningen av kön och genus inom kriminologin. Inriktningar inom feministisk kriminologi brukar delas in i två huvudgrenar, liberal feministisk kriminologi och kritisk feministisk kriminologi.

### Liberalfeminism
Liberalfeminismen är en av de äldsta feministiska perspektiven som växte fram under upplysningstiden i slutet av 1700-talet och under 1800-talet. Liberalfeminismen var som störst omkring år 1850–1920 och har influerat första vågens feminister. Den liberalfeministiska inriktningen anser att män och kvinnor är lika men att kvinnor nekats möjligheten att göra samma saker som män däribland delta i brottsliga aktiviteter då de förpassats till hemmet. Fokus ligger därmed på de olika könsrollerna och vad som anses vara manligt respektive kvinnligt. Med hjälp av den liberalfeministiska inriktningen har kriminologin försökt förklara könsskillnader vid brottslighet.
En kritik som riktats mot det liberal feministiska inriktningen är att den fokuserar på kön och ignorerar andra maktordningar som klass och etnicitet. Kritiken har haft betydelse för kriminologin då män och kvinnor från minoritetsgrupper varit överrepresenterade i brottsstatistiken.

### Kritisk feministisk kriminologi
Kritisk feminism är en gren inom feminismen som uppkom under andra vågens feminism på 1970-talet och har haft stort inflytande på kriminologin. I motsats till den liberala feminismen anser kritisk feminism att det finns både likheter och olikheter mellan män och kvinnor. Inriktningens huvudsakliga uppgift är att demonstrera hur kön och genus är integrerat i vardagen samt hur idéer om kön och genus framställs inom kriminologin. Fokus för inriktning ligger därmed på maktrelationer, främst mellan kön och genus. Men den kritiska feministiska kriminologin tar även hjälp av andra teorier ex. postkolonialism för att bredda förståelsen och det är inte ovanligt att inriktning inkluderar ett intersektionellt perspektiv där maktordningar som ålder, klass, ras och etnicitet används för att få en bättre förståelse.
Den kritiska feministiska kriminologin har framförallt bidragit till en större diskussion om viktimisering av offer, där kvinnan målas upp som brottsoffer och mannen som gärningsperson. Det har oftast varit i relation till sexualbrott eller våld i hemmet. Kritiken som uppstått mot inriktningen är därför att kvinnan blivit konstruerad som offer.

## Feministisk forskning
Termen feministisk forskning inom kriminologin växte fram under 1980-talet och syftar till att belysa kvinnornas roll inom den kriminologiska forskningen, både som gärningspersoner såväl som offer och representanter inom forskningen. Man ansåg nämligen att tidigare forskning saknade kvinnligt fokus samt både sexualiserade och stereotypiserade kvinnor. Det finns ingen generell definition av vad feministisk forskning inom kriminologin är, men den har ibland beskrivas som “forskning om kvinnor, av kvinnor, för kvinnor” som syftar till att eliminera kvinnoförtryck. Inom kriminologin pratar man mycket om maktstrukturer där kön och genus är en maktordning som har varit särskilt relevant just i förhållande till vem eller vilka man fokuserar forskningen på.
Inom den feministiska forskningen anser man att forskningen måste anta en subjektiv approach inom vilken det fokuseras på just kvinnor och kvinnoförtryck. Denna subjektiva approach har kritiserats eftersom kriminologisk forskning annars syftar till att vara objektiv. Inom ramen för feministisk kriminologisk forskning menar man dock att objektiv forskning egentligen inte är objektiv, utan att den är färgad av ett maskulint och patriarkalt samhälle. Återigen kan man alltså se spår av maktstrukturen kopplad till kön och genus.
Att feministisk forskning sägs vara “om kvinnor” avser studier av varför kvinnor utsätts för och begår brott samt deras relation till patriarkala strukturer, polisen och rättssystemet. Att forskningen ska utföras “av kvinnor” bör inte tolkas som ett absolut krav för att forskning ska anses feministisk. Enligt Duelli Klein är det avgörande att forskarna verkligen är hängivna till att forskningen ska vara feministisk och därmed tar hänsyn till kvinnors behov, upplevelser och intressen. Det är också viktigt att deras mål är att förbättra kvinnors liv. Slutligen, att forskningen ska vara “för kvinnor” syftar till att återigen belysa att kvinnor och deras upplevelser ska vara i centrum. Kritik som har väckts mot detta är dock vilka kvinnor man avser då man ser att vissa grupper av kvinnor riskerar att inte hamna i centrum. Denna kritik har bland annat lyfts inom “black feminism”.